# Julia Behnke
Julia Behnke, née le 28 mars 1993 à Mannheim, est une handballeuse internationale allemande. Elle évolue au poste de pivot.

## Biographie
Pour la saison 2019-2020, elle quitte l'Allemagne et rejoint le club russe de Rostov-Don.

## Palmarès

### En club
compétitions internationales
- finaliste de la coupe de l'EHF en 2016 (avec TuS Metzingen)

compétitions nationales
- 2e du championnat d'Allemagne en 2016 (avec TuS Metzingen)

### En sélection
championnat du monde
- 13e place au championnat du monde 2015